# Mannish Boy
Mannish Boy ist ein Bluesstandard, der von McKinley Morganfield, Mel London und Ellas McDaniel geschrieben und zuerst 1955 von Muddy Waters auf Chess (Kat.-Nr. 1602) veröffentlicht wurde. Auf der B-Seite befindet sich Young Fashioned Ways.

## Veröffentlichung und Rezeption
Die Single wurde sowohl als 10″-78-RPM- als auch als 7″-45-RPM-Version aufgelegt. Der Song erreichte als Spitzenposition Platz 5 in den Billboard-R&B-Charts, in denen er fünf Wochen vertreten war. Neben Muddy Waters (Gitarre und Gesang) sind  Otis Spann (Klavier), Jimmy Rogers (Gitarre), Willie Dixon (Bass), Francis Clay (Schlagzeug) und entweder Junior Wells oder Little Walter (Mundharmonika) auf der Aufnahme zu hören. Der Song ist eine „Antwort“ auf Bo Diddleys I’m a Man, das wiederum von Waters’ Hoochie Coochie Man inspiriert wurde.
Muddy Waters nahm im Verlauf seiner Karriere verschiedene Versionen des Songs auf. 1968 spielte er ihn für sein Album Electric Mud ein, das Marshall Chess’ Versuch darstellte, den Rockmusikmarkt zu erobern. 1977 erschien der Song auf Hard Again, einem von Johnny Winter produzierten Waters-Album. 1979 wurde eine Version auf Muddy “Mississippi” Waters Live veröffentlicht.
Der Song wurde 1986 in die Blues Hall of Fame (Kategorie: Classics of Blues Recordings) aufgenommen. Ebenso wurde er in die Rock-and-Roll-Hall-of-Fame-Liste von „500 Songs that Shaped Rock and Roll“ aufgenommen. 2004 listete ihn das Rolling Stone Magazine auf Platz 229 in ihren „500 Greatest Songs of All Time“.

## Coverversionen
Als Bluesstandard und -klassiker wurde und wird der Song sehr häufig von verschiedenen Künstlern gecovert. Coverversionen wurden etwa von Jimi Hendrix (Blues), Paul Butterfield (The Legendary Paul Butterfield Rides Again, 1986) und Buddy Guy (Live At Legends, 2010) aufgenommen.
2003 erschien ein Neuarrangement des Songs in Martin Scorseses Serie The Blues. Im fünften Film (Godfathers and Sons) interpretierten The Electrik Mud Kats (= The Electric Mud Band, Muddy Waters’ Band bei den Aufnahmen von Electric Mud) mit den Hiphop-Sängern Chuck DCommon & Kyle Jason das Lied neu. Die Rolling Stones spielten das Lied gerne bei ihren Liveauftritten, dokumentiert auf dem Livealbum Love You Live (1977). Beim Abschiedskonzert von The Band, das von Martin Scorsese aufgenommen und als Album und Film als The Last Waltz veröffentlicht wurde, singt Muddy Waters den Titel begleitet von The Band und Paul Butterfield an der Mundharmonika. In den Filmen Goodfellas und Risky Business – Lockere Geschäfte ist der Song Bestandteil des Soundtracks.
Die Textzeile „I’m a rollin’ stone“ dieses Liedes inspirierte laut Bill Wyman die Rolling Stones zu ihrem Bandnamen. Keith Richards sowie Dick Taylor führten ihren Namen jedoch auf das ebenfalls von Waters aufgenommene Stück Rollin’ Stone zurück.